# Zayed ben Sultan Al Nahyane
Zayed ben Sultan El Hor Al Nahyane (arabe : زايد بن سلطان آل نهيان), surnommé « le sage des Arabes » (arabe : حكيم العرب), né le 6 mai 1918 et mort le 2 novembre 2004, est un cheikh et homme d'État émirien, fondateur de la fédération des Émirats arabes unis, qu'il dirige de sa création le 2 décembre 1971 jusqu'à sa mort.

## Biographie
Son année de naissance n'est pas connue avec exactitude (selon les sources, il serait né en 1908, 1916, 1918 ou 1923 à Al-Aïn). Cette imprécision est le témoignage d'un temps où les Émirats n'avaient pas d'administration soucieuse de tenir un registre d'état civil.
Il succède à son frère Chakhbout ben Sultan Al Nahyane le 6 août 1966 lors d'un coup d'État sans effusion de sang. Il devient à cette occasion émir d'Abou Dabi, puis ultérieurement à partir du 2 décembre 1971, leader incontesté des Émirats arabes unis.
Hors de ses frontières, sa politique modérée lui assure le respect de la communauté internationale.
En 1993, il co-fonde la fondation Cheikh Zaïd avec le roi Hassan II suivant un modèle privé à but non lucratif.
En février 1994, il signe un décret pour qu'une série de crimes (dont le meurtre, l'homicide involontaire coupable, le viol, l'adultère et le trafic de drogues) ne soient plus jugés devant des juridictions civiles mais devant des tribunaux islamiques suivant la législation musulmane.
À la fin de sa vie, Zayed est malade pendant plusieurs années et n'assiste plus aux sommets de la Ligue arabe. Il reçoit une greffe de rein en août 2000. Il meurt le 2 novembre 2004 à l'âge de 86 ans, après 32 ans passés à la tête des Émirats arabes unis.
Ses fils, Khalifa ben Zayed Al Nahyane et Mohammed ben Zayed Al Nahyane, sont après lui successivement émirs d'Abou Dabi et présidents des Émirats. Son autre fils, Abdallah ben Zayed Al Nahyane, est ministre des Affaires étrangères du pays depuis 2006.

## Décorations étrangères
- Grand-croix de l'ordre de Bonne Espérance (Afrique du Sud)

- Collier de l'ordre du roi Abdelaziz (Arabie Saoudite)
- Collier de l'ordre d'Al-Khalifa (Bahreïn)
- Collier de l'ordre du Nil (Égypte)
- Collier de l’ordre d’Isabelle la Catholique (Espagne)
- Grand-croix de l'ordre de la Rose blanche (Finlande)
- Grand cordon de l'ordre du Chrysanthème (Japon)
- Collier de l'ordre du Trône (Maroc)
- Collier de l'ordre d'Oman (Oman)
- Chevalier grand-croix honoraire de l'ordre de Saint-Michel et Saint-Georges (Royaume-Uni)
- Collier de l'ordre de l'Étoile de Roumanie
- Grand cordon de l'ordre de la République (Tunisie)